# Eliogabalus
Eliogabalus è il secondo album ufficiale della band italo-slovena Devil Doll, pubblicato nel 1990. 
Il titolo dell'album è un riferimento all'imperatore romano Eliogabalo.

## Il disco
Nel 1989 Mr. Doctor è al lavoro su due opere: The Black Holes Of the Mind, una composizione di 45 minuti contenente messaggi subliminali e varie citazioni verso l'esoterismo; e Eliogabalus, una composizione di 60 minuti, ispirata al libro Eliogabalo o l'anarchico incoronato  di Antonin Artaud.
A fine anno i Devil Doll entrano nei Tivoli Studios di Lubiana insieme a Jurij Toni per registrare il nuovo album, ma a causa dei fondi troppo limitati della Hurdy Gurdy per permettersi un doppio album, Mr. Doctor è costretto ad accorciare le due composizioni, e poterle così inserire in un unico album. Per la registrazione vengono usati solamente i musicisti italiani e il chitarrista sloveno Bor Zuljan.
"Eliogabalus" viene così pubblicato nel 1990, includerà una versione di The Black Holes Of The Mind diminuita di 20 minuti e rinominata Mr. Doctor, e una versione di Eliogabalus di cui vengono tagliati 30 minuti e che conserva comunque il proprio titolo.

## Tracce
Testi di Mr. Doctor; musica di Mr. Doctor e Edoardo Beato.
1. Mr. Doctor - 20:30
2. Eliogabalus - 24:40

## Formazione

### Gruppo
- Mr. Doctor - voce, organo, celesta e fisarmonica
- Edoardo Beato - pianoforte e tastiere
- Albert Dorigo - chitarra
- Bor Zuljan - chitarra (nella traccia "Mr. Doctor")
- Rick Bosco - basso
- Katia Giubbilei - violino
- Roberto Dani - batteria e percussioni

### Altri musicisti
- Paolo Zizich - seconda voce
- Jurij Toni - tuba (nella traccia "Eliogabalus")
- Il "Devil Chorus" condotto da Marian Bunic e formato da:
  - Marian Bunic
  - Breda Bunic
  - Polona Sever
  - Beti Roblek
  - Helena Pancur
  - Gregor Oblak
  - Jure Strencan
  - Borut Usenik
  - Valentina Blazinsek
  - Mr. Doctor